# Vegetationsmodell
Bei den Vegetationsmodellen handelt es sich um Modelle, die als Teil von einem Klimamodell die Wechselwirkungen zwischen Vegetation, Böden und Erdatmosphäre darstellen. Diese Modelle gewinnen mit zunehmender räumlicher Auflösung immer mehr an Bedeutung. Gerade in meso- und mikroskaligen Modellen sind die Auswirkungen der Vegetationsdecke auf die Atmosphäre enorm. In früheren Modellen wurden die Pflanzendecke entweder parametrisiert, oder man hat heterogene Vegetationsdecken zu einem Kennwert zusammengefasst. Dies mag für makroskalige Klimamodelle sinnvoll sein, kann allerdings bei einem regionalen Klimamodell zu vermeidbaren Ungenauigkeiten führen.
Ein Vegetationsmodell ist Daisyworld. Es stellt ein akademisches Objekt dar und bildet nur sehr bedingt tatsächlich existierende Vegetation nach.